# Тухташев, Нарзи
Нарзи Тухташев (узб. Narzi Toʻxtashev; 1926 — 1980) — советский, узбекский педагог. Народный учитель СССР (1979).

## Биография
Нарзи Тухташев родился 16 ноября 1926 года.
В 1951 году окончил Узбекский государственный университет в Самарканде.
С 1952 года работал учителем математики в школе №31 кишлака Тургайгыр Пастдаргомского района Самаркандской области Узбекистана.
Скончался 4 апреля 1980 года.

## Награды и звания
- Заслуженный учитель Узбекистана (1974)
- Народный учитель СССР (1979)